# Antoinette Robertson
Antoinette Robertson es una actriz estadounidense, conocida por sus papeles en la telenovela de horario estelar de Oprah Winfrey Network, The Haves and the Have Nots (2014-18) y la serie de comedia y drama de Netflix Dear White People (2017-presente).

## Vida y carrera
Robertson nació y creció en El Bronx, Nueva York, y comenzó en William Esper Studio. Su primer papel notable fue en la serie de comedia dramática  de The CW Hart of Dixie (2013-14). En 2014, fue elegida para un papel recurrente en la telenovela de horario estelar de Oprah Winfrey Network, The Haves and the Have Nots, interpretando el papel de Melissa Wilson. Fue promovida a personaje regular en la quinta temporada, su última temporada en el programa.
En 2017, Robertson fue elegida como Colandrea 'Coco' Conners en la serie de comedia y drama de Netflix, Dear White People.